# Кётель (Штормарн)
Кётель (нем. Köthel) — община в Германии, в земле Шлезвиг-Гольштейн.
Входит в состав района Штормарн. Подчиняется управлению Триттау. Население составляет 325 человек (на 31 декабря 2010 года). Занимает площадь 3,85 км².